# Джонс, Джон Роберт
Джон Роберт Джонс (англ. John R. Jones; 12 марта 1827 — 1 апреля 1901) — американский учитель, бизнесмен и военный,  участник  Гражданской войны, в ходе которой командовал бригадой и дивизией, но был вынужден уйти в отставку из-за обвинений в трусости на поле боя.

## Ранние годы
Джонс родился в вирджинском округе Рокингхем, в семье Дэвида Джонса (-1879) и Харриет Йост (-1875). У него было 3 брата и 3 сестры. О его юности известно очень мало. 28 июля 1845 года он поступил в Вирджинский Военный Институт, который окончил 4 июля 1848 года 7-м по успеваемости в группе из 24-х кадетов. Он стал учителем сначала в Вирджинии, а затем в Мэриленде (в Урбанне). Впоследствии он переехал во Флориду.

## Гражданская война
В январе 1861 года Перри, губернатор Флориды, сделал его командиром роты. 6 января эта рода числилась в составе полка полковника Ганна во время захвата федерального арсенала в Апалачикола. В тот день удалось захватить около 5000 фунтов пороха и несколько старых ружей. В надежде на быстрое повышение Джонс вернулся в Вирджинию, в свой округ Рокингем, где набрал роту “Rockingham Confederates”. Эта рота была принята на службу штата 22 июня и вошла в состав 33-го Вирджинского пехотного полка как рота «I». 1 июля роту направили в Винчестер, где 11 июля она была принята на службу в армию Конфедерации сроком на 1 год. 18 июля роте было поручено охранять федеральных военнопленных в Винчестере.
Рота присоединилась к полку вскоре после первого сражения при Булл-Ран. 21 августа 1861 года Джонс стал подполковником. Полк Джонса числился в составе Бригады Каменной стены и весной 1862 года участвовал в кампании в долине Шенандоа. 23 марта 1862 года Джонс впервые принял участие в настоящем сражении - во время сражения при Кернстауне. В тот день он командовал всем 33-м Вирджинским, и Томас Джексон лично отметил его храбрость. Ввиду отличия при Кернстауне, общего стиля командования и, вероятно из обучения в ВВИ, Джексон решил повысить Джонса и 25 июня 1862 года присвоил ему звание бригадного генерала (не подтверждённое впоследствии Сенатом).
По этому поводу Джексон 6 июня 1862 года отправил письмо в Ричмонд из Порт-Репаблик: «Мой дорогой полковник, я рекомендую подполковника Дж. Р. Джонса из 33 Вир. Полка к званию бригадного генерала. Я крайне нуждаюсь в его службе в этом качестве, и всё, что вы сможете сделать для его повышения будет крайне полезно для нашего дела. Вы можете помнить его участие в захвате арсенала в Апалачикола. Ему было поручено подавить беспорядки в этом дистрикте прошлой осенью, и его действия вполне меня устроили. Полковник Джонс едет в Ричмонд по моему распоряжению. Он ещё не знает о моей рекомендации, и он слишком честный джентльмен, чтобы добиваться чего-то для себя лично, и я верю, что это письмо поможет ему. Представьте его А. Р. Ботлеру, который всегда помогает добиться повышения. Напомните обо мне губернатору. Ваш искренний друг, Т. Дж. Джексон».
После завершения кампании в долине отряд Джексона отправился к Ричмонду на соединение с армией генерала Ли. В этот момент Джонсу поручили командовать бригадой полковника Джона Паттона, который покинул армию по состоянию здоровья. Бригада состояла из 4-х пехотных полков:
- 1-й Вирджинский регулярный батальон, капитан Бенжамин Лей.
- 21-й Вирджинский пехотный полк, подполковник Роберт Каннингам
- 42-й Вирджинский пехотный полк, подполковник Уильям Мартин
- 48-й Вирджинский пехотный полк, подполковник Томас Гарнетт

30 июня 1862 года во время сражения при Уайт-Оак-Свемп Джонс был ранен осколком в колено и вывезен в ричмондский госпиталь. Там он заразился тифом, из-за чего его выздоровление растянулось на несколько недель. В первых числах сентября он смог вернуться к командованию. В это время начиналась Мэрилендская кампания, и Северовирджинская армия вошла в Мэриленд. Джонс нагнал армию во Фредерике, и там узнал, что Джексон назначает его командиром дивизии вместо Уильяма Тальяферро, который был ранен во втором сражении при Булл-Ран. Дивизия Джонса состояла из четырёх пехотных бригад:
- Бригада каменной стены, под командованием полковника Григсби
- Бригада полковника Бредли Джонса (бывшая бригада Джонса)
- Бригада генерала Уильяма Старка
- Бригада Тальяферро , под командованием полковника Эдварда Уоррена

10 сентября Джексон отправился с тремя своими дивизиями для окружения и захвата города Харперс-Ферри. Джонс командовал дивизией на марше и во время осады. Джонсу был поручен левый фланг армии, блокирующей Харперс-Ферри. На его участке не происходило боёв до самой капитуляции города 15 сентября. В это время остальные дивизии армии отступали к Шарпсбергу, поэтому, как только город сдался, Джексон направил свои дивизии в Шарпсберг. Дивизия Джонса шла первой и первой перешла Потомак в конце дня 16 сентября. На закате дивизия Джонса была размещена к северу от Шарпсберга на левом фланге армии: бригады Б. Джонса и Григсби встали в первой линии, бригады Старка и Тальяферро во второй линии. Утром 17 сентября началось сражение при Энтитеме: артиллерия Джексона открыла огонь по позициям бригады Гиббона, а федеральная артиллерия открыла ответный огонь. Один из федеральных снарядов разорвался прямо над головой Джонса, и он, по его словам, оказался сильно оглушён, и был вынужден покинуть поле боя, сдав командование генералу Старку. После сражения по армии пошли слухи, что Джонс покинул поле боя без серьёзной причины.
Карьера Джонса с этого момента пошла на спад. Когда Уильям Тальяферро вернулся в строй, то он, как старший по званию, принял командование дивизией, а Джонс вернулся к командованию бригадой. В декабре, когда корпус Джексона был развёрнут под Фредериксбергом, его бригада встала на левом фланге корпуса. 13 декабря во время сражения при Фредериксберга Тальяферро приказал Джонсу выдвинуть бригаду вперёд, ближе к первой линии корпуса, и она попала под артиллерийский обстрел. Было замечено, что Джонс прячется от обстрела за деревьями. Один из офицеров обвинил его в трусости, хотя и не стал делать официальных заявлений.
Дуглас Фриман писал, что это было первое обвинение такого рода в истории Северовирджинской армии. Джексон попал в неприятное и унизительное положение, потому что сам добивался повышения Джонса, и потому что уже ходили слухи, что он, Джексон, плохо разбирается в людях. Возможно, по этому поводу он сказал капеллану Ласи: «Я почти потерял веру в человека. Как только я решу, что нашёл того, что мне нужен, я сразу нахожу в нём какой-то недостаток. ... Но, думается, это научит меня полагаться только на Бога».
Джонс остался командиром бригады, и командовал ею до весны 1863 года, когда началось сражение при Чанселорсвилле. 2 мая Джексон повёл три свои дивизии в обход фланга Потомакской армии, развернул их в три линии и начал атаку. Бригада Джонса состояла в дивизии Рэли Колстона. Как только дивизия начала наступление, Джонс объявил, что повредил ногу (ulcerated leg) и по этой причине покинул поле боя, сдав командование полковнику Томасу Гарнетту, командиру 48-го Вирджинского полка. После сражения Джонса отстранили от командования бригадой, которую передали Джону Мерсеру Джонсу. В конце мая Джонс подал в отставку, официально по состоянию здоровья.
Покинув армию, Джонс отправился в мэрилендский город Смитберг, где 4 июля 1863 года он был арестован федеральными военными. Несмотря на то, что он уже был гражданским лицом, его отправили в тюрьму для военнопленных. Оттуда он писал письма армейскому руководству Конфедерации, но никто не захотел заниматься его проблемами. В июле 1865 года Джонс написал из форта Уоррен прямо президенту Джонсону и сенатору Генри Уильсону, и в итоге 24 июля он был освобождён.